# Quimixtlán
Quimixtlán là một đô thị thuộc bang Puebla, México. Năm 2005, dân số của đô thị này là 19609 người.